# Thijs van Kimmenade
Thijs van Kimmenade (Geldrop, 3 januari 1946 – Milheeze, 22 of 23 januari 2023) was een Nederlands beeldend kunstenaar, die woonde en werkte in Milheeze. Hij was actief als beeldhouwer, fotograaf, conceptueel kunstenaar en docent aan de academie.

## Leven en werk
Van Kimmenade was de zoon van F.G.M.A. van Kimmenade (1898-1988), arts te Geldrop. Hij volgde van 1963 tot 1969 een opleiding aan de Academie voor Beeldende Kunsten St Joost. Van 1969 tot 1974 studeerde hij verder aan de Staatliche Hochschule für bildende Künste in Kassel. Hierna vestigde hij zich als beeldhouwer.
Tijdens zijn studietijd in Duitsland had hij de basis gelegd voor zijn metalen stoelsculpturen, waarmee hij met de jaren internationaal aanzien wist te verwerven. Hiernaast was hij in de jaren 1990 ook docent aan de Academie voor Beeldende Vorming in Tilburg.
In 2019 had Van Kimmenade nog een overzichtsexpositie in KunstLokaal Gemert. In 2022 kwam hij in dezelfde gemeente in conflict met het gemeentebestuur van Gemert-Bakel, waar men zonder overleg zijn kunstwerk De Stoelen had weggehaald.
Werk van Van Kimmenade is opgenomen in de collectie van Stedelijk Museum Schiedam en de Collectie Océ-van der Grinten.
Van Kimmenade overleed op 77-jarige leeftijd.

## Afbeeldingen (selectie)

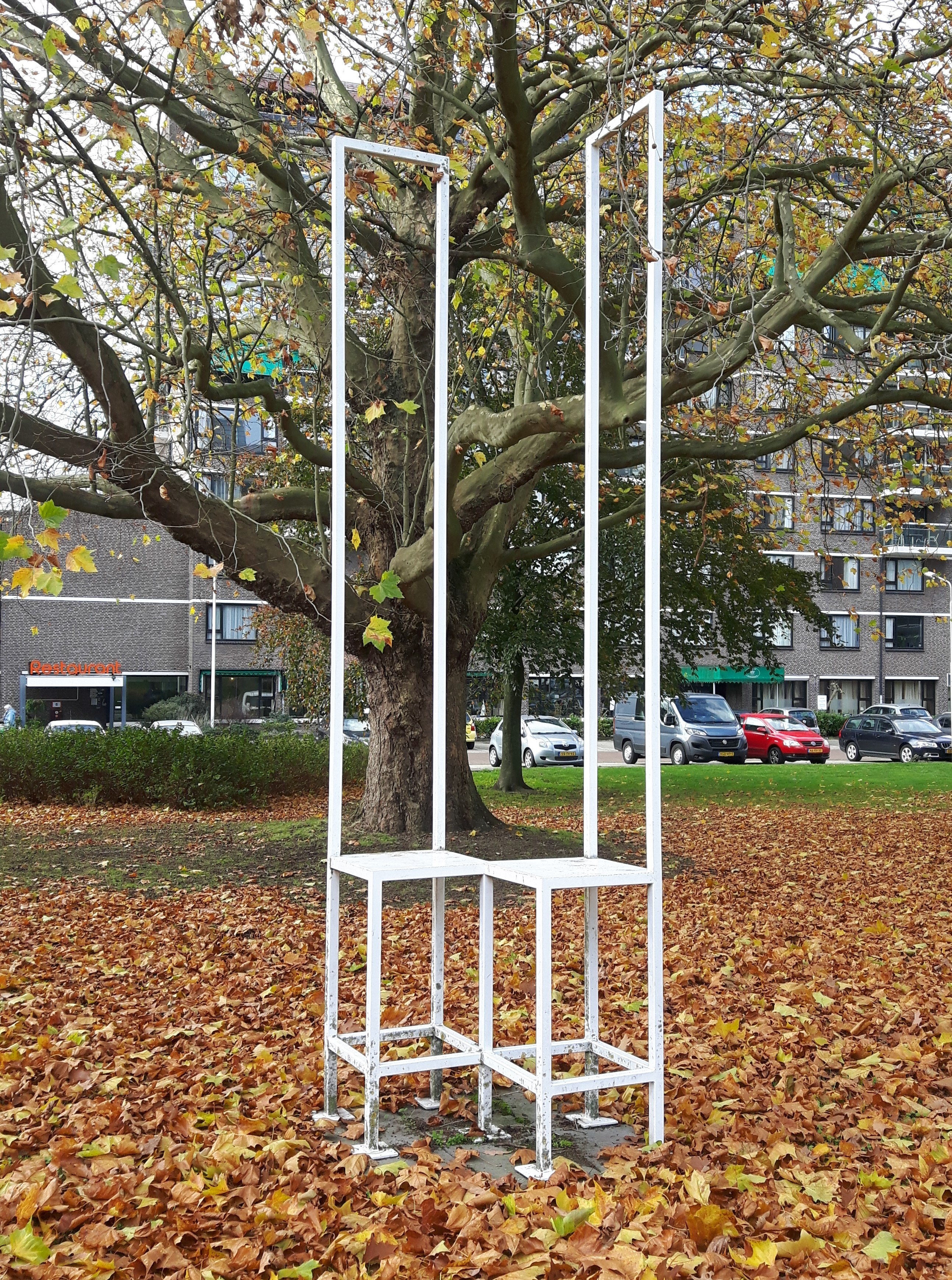
Siamese stoel Nijmegen
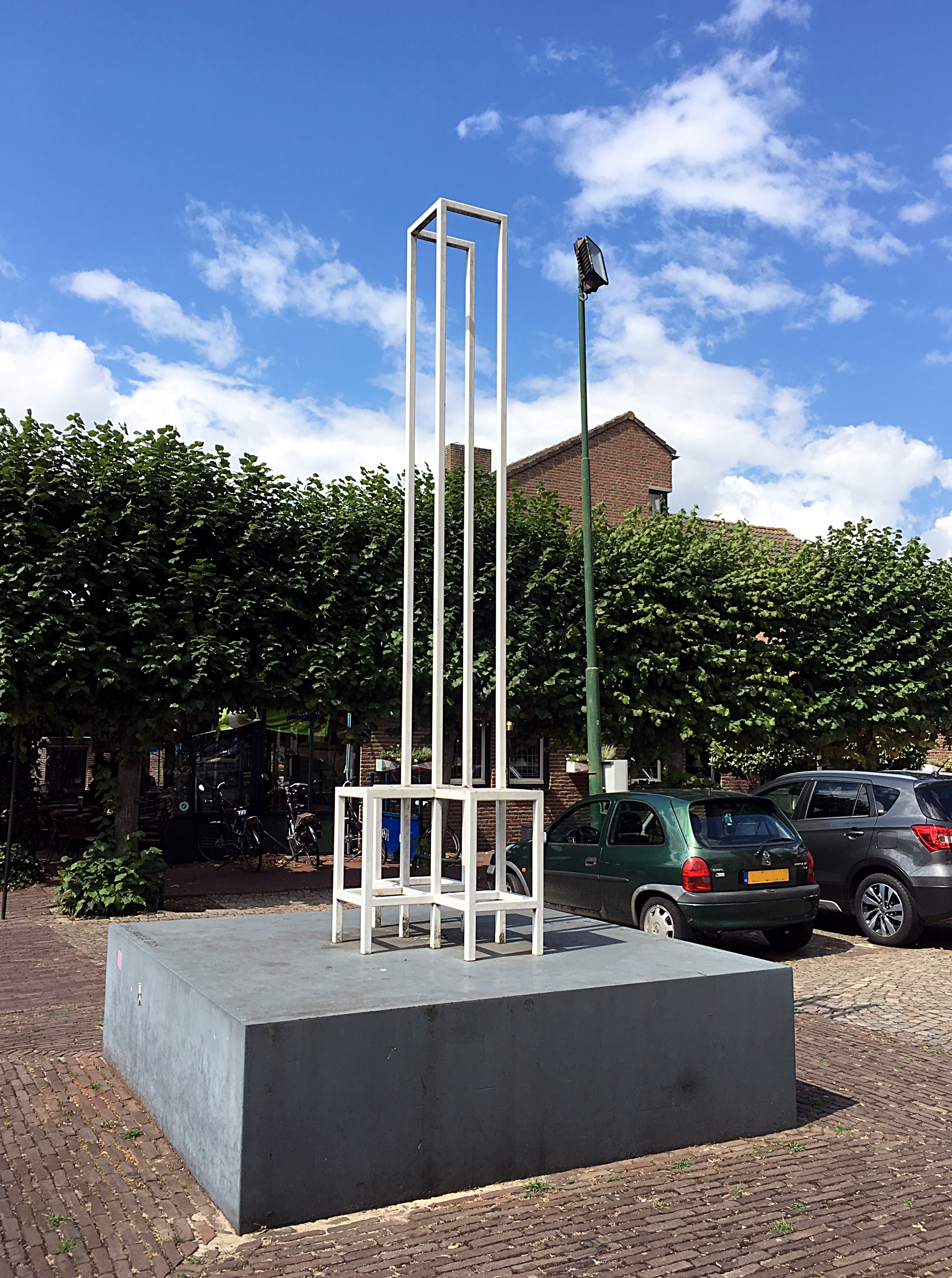
Milheeze Rips, Bakel
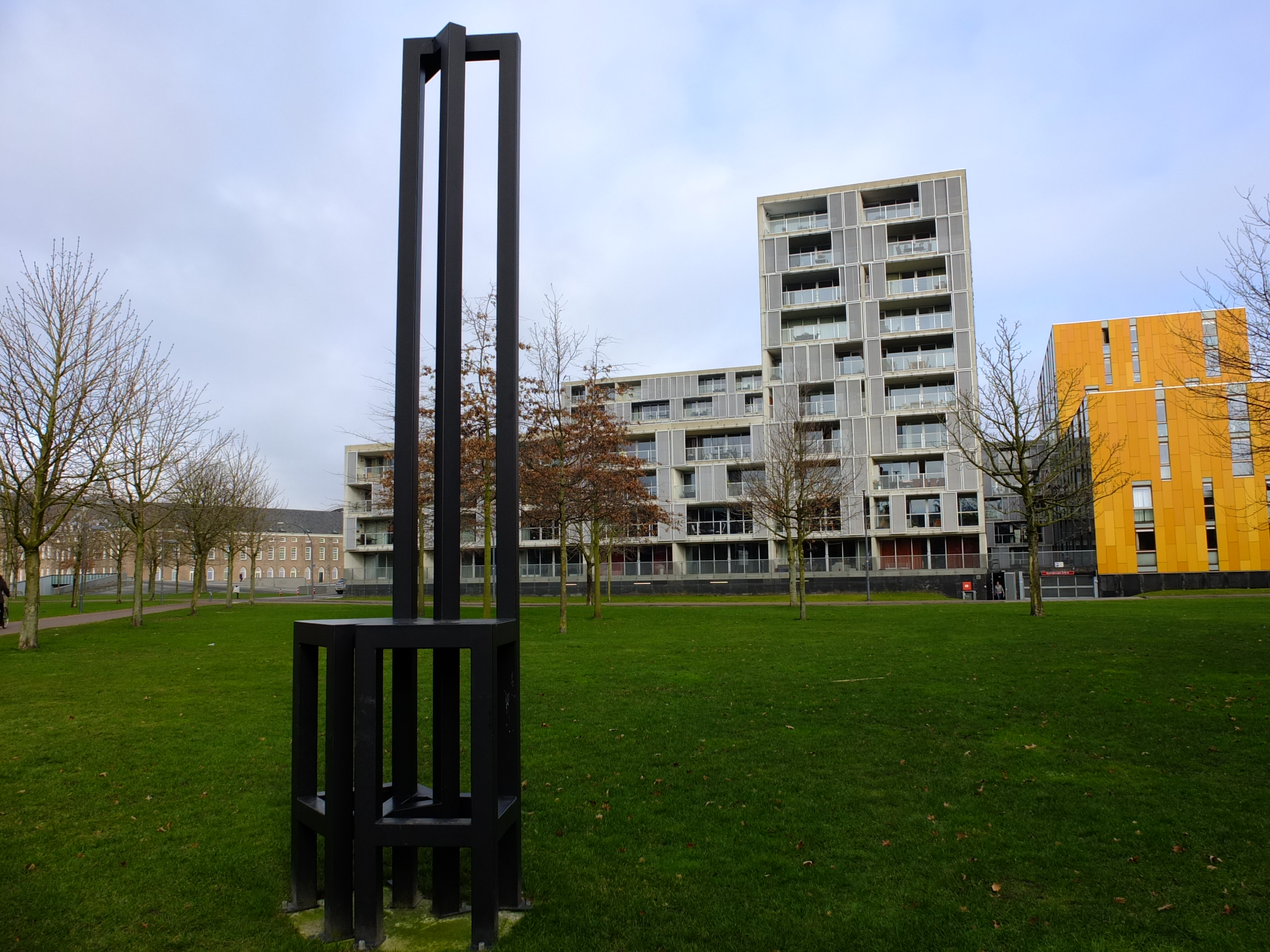
Chassé Park
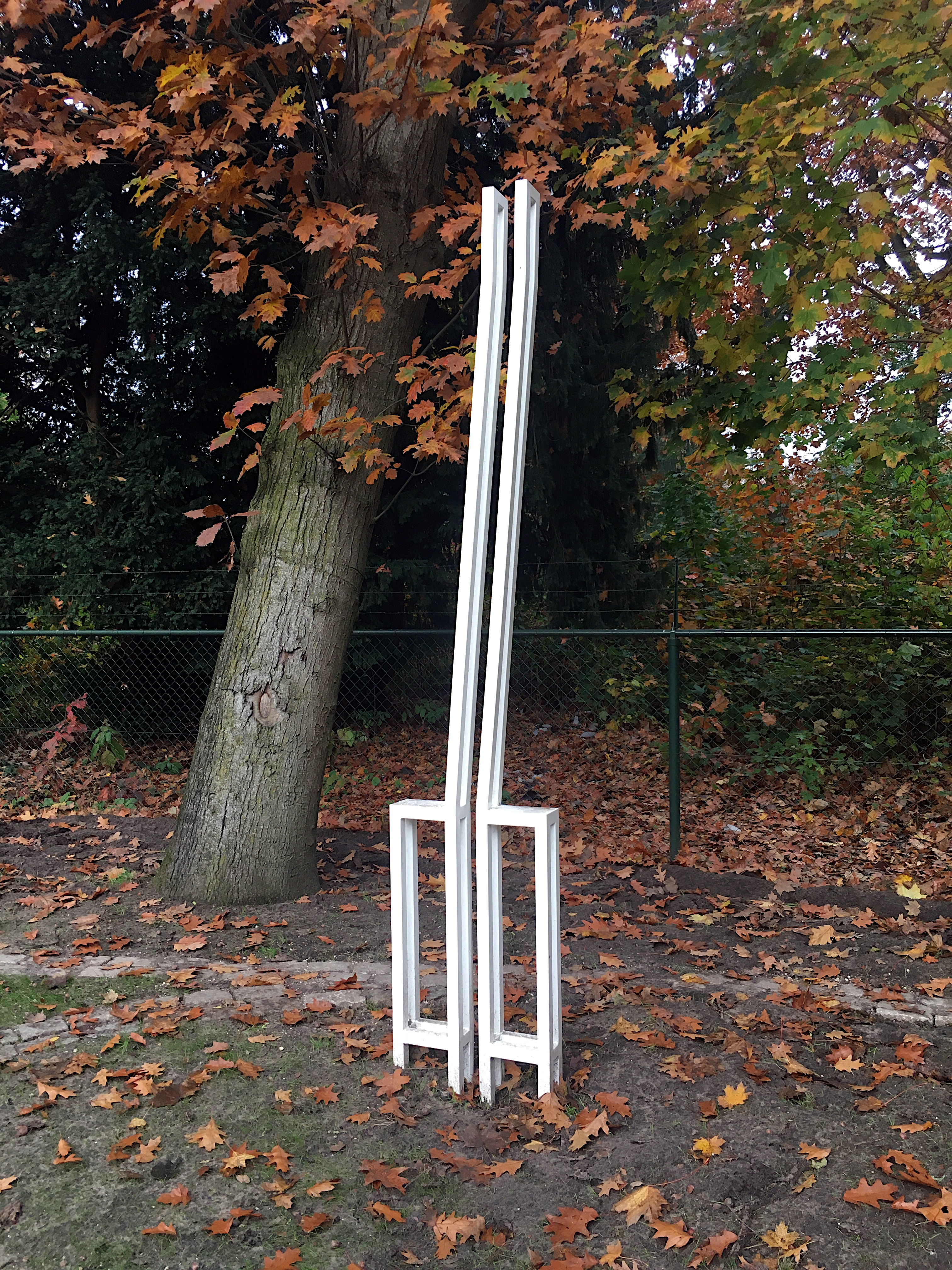
De Wieger, Deurne
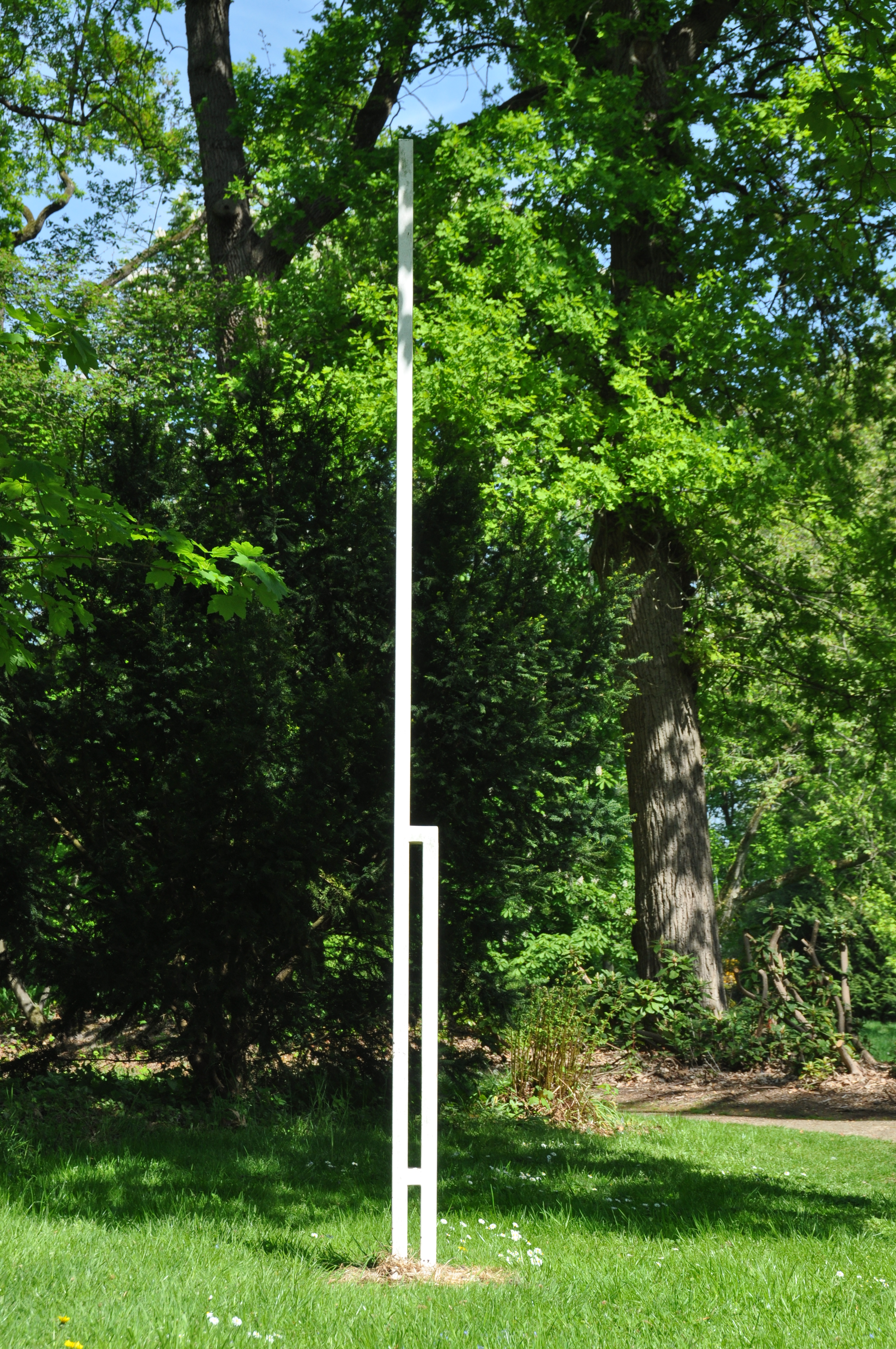
De Stoel in kasteeltuin Geldrop

## Exposities (selectie)
- 1977. Groepsexpositie. Galerie Ekser, Leeuwaarden.[10]
- 1982. Thijs van Kimmenade: werken; 1965-1981, Nijmeegs Museum Commanderie van Sint Jan .[11][12] Galerie Nouvelles Images, Den Haag. Kunstverein Kassel.[13]
- 1991. Solo, Galerie Van den Berg, 's Hertogenbosch.[14]
- 1997. Thijs van Kimmenade en Annelies Schuls. Galerie Hellinga, Beetsterzwaag.[15]
- 2000. Lijst op zicht. De Beyerd, Breda. Groepsexpositie met Otto Egberts, JCJ Vanderheyden, Alexander Schabracq, Cees Andriessen, e.a.[16]
- 2019. A kind of sculpture, Overzichtsexpositie in KunstLokaal Gemert.[5]